# 이석구 (1880년)
이석구(李錫九, 1880년 ~ 1956년)는 대한민국의 거부, 독지가다. 호는 학봉(學峯). 충청남도 보령 출생.
거액의 재산을 출연하여 동덕여학단을 설립하였다. 동덕여자대학교의 설립자다. 성균관대학교의 설립에도 큰 기여를 했다.
1964년 문화훈장이 수여되었다.

## 약력
- 1926년 동덕여학단(同德女學團) 설립, 교주(校主) 취임
- 1934년 재단법인 보학원(保學院) 설립[2]
- 1940년 육영재단 학린사(學隣舍) 설립[3][4]